# 音別町尺別
音別町尺別（おんべつちょうしゃくべつ）は、北海道釧路市（旧音別町）の町丁。郵便番号は088-0133。かつては尺別炭鉱の操業によって栄えたが、閉山と共に尺別を去り、現在は僅かな住民が残るのみである。
本項では音別町尺別原野（おんべつちょうしゃくべつげんや）、音別町尺別原野基線（おんべつちょうしゃくべつげんやきせん）、音別町尺別原野西（おんべつちょうしゃくべつげんやにし）、音別町尺別原野東（おんべつちょうしゃくべつげんやひがし）についても記載する。

## 地理
音別市街の西側、根室本線尺別信号場付近から内陸部にかけての町丁である。尺別信号場から北西9キロメートルほどの場所にかつては尺別炭鉱が存在した。

### 河川
- 尺別川

### 地名の由来
アイヌ語で「乾く川」もしくは「枯れた川」を表す「サッ・ペッ」に由来する。古くは釋別の記載もみられる。

### 住所
以下の地区が存在した。操業当時の住所は「尺別炭山栄町3丁目」「尺別炭礦錦町2丁目」のように統一されていなかった。
- 錦町（少なくとも2丁目は存在[7]）
- 栄町（少なくとも3丁目は存在[7]）
- 緑町1丁目 - 6丁目
- 旭町1丁目・1高台・2高台

## 歴史

### 炭鉱開坑まで
1899年（明治32年）、尺別原野に入植がはじまり、 1903年（明治36年）には尺別小学校が開校する。しかし尺別炭鉱の操業開始までの尺別は数戸の農家と漁師が住んでいるだけの寒村であった。

### 尺別炭鉱の開坑
尺別炭鉱から尺別川河口までは平坦な地形であることから運搬は容易であったが、周辺の海岸は波が高く荷役が困難であるため、釧路港まで鉄道の敷設の必要があった。そのため1895年（明治28年）に鉱区が設定されてからもしばらくは本格的な採炭は行われなかった。1910年（明治43年）10月に田村耕が試掘権を設定するも開坑に至らず、その試掘権を1918年（大正7年）10月に椎葉糺義が譲り受けて尺別炭砿が開坑する。翌1919年（大正8年）4月には大阪藤田組と共に創立された新会社である北日本鉱業の炭鉱となる。開坑当初は馬車による輸送だったが、開坑と同時に軌間762ミリメートルの軽便鉄道の敷設が始められ、1919年（大正8年）年末に完成、1920年（大正9年）1月22日付で認可を受けて軌道の運行を開始した。
当時の根室本線は尺別を通過するのみで付近に駅はおろか信号場すら存在しなかった。そのため北日本鉱業は鉄道省に対して尺別信号場の設置を願い出た。その結果1920年（大正9年）4月1日に尺別信号場が設置され、側線にて貨物取扱が行われるようになった。尺別信号場は1925年（大正14年）2月1日に貨物取扱駅に、1930年（昭和5年）4月1日に旅客取扱駅となった。

### 三菱鉱業傘下時代
1928年（昭和3年）12月17日に尺別炭鉱は北日本鉱業から三菱鉱業系の雄別炭礦鉄道に譲渡され、雄別炭鉱の支坑となる。尺別炭鉱の出炭量は伸び悩んでいたため1936年（昭和11年）に山を挟んで隣接する浦幌町炭山の浦幌炭鉱を買収。同炭鉱はトラックで浦幌駅まで石炭を輸送したが、水害や雪害によって輸送が安定しないため1938年（昭和13年）に浦幌炭鉱から尺別までの索道を建設している。この索道も冬季の積雪、強風によって墜落事故が頻発したため翌1939年（昭和14年）9月には軌道の敷設が始められ、1942年（昭和17年）に開通している。同年11月3日には尺別から尺別炭鉱の軌道が国鉄と同じ軌間1067ミリメートルの尺別専用鉄道となっている。太平洋戦争が始まると需要増により出炭量が増えたが、戦局の悪化により出炭効率は低下。1944年（昭和19年）9月に人員を九州の原料炭炭鉱に集約するため僅かな家族を残して尺別炭鉱は休山となった。

### 雄別炭礦時代
当然人員のみならず炭鉱設備も他炭鉱に転用されたが、1945年（昭和20年）の終戦時までにすべてが転用されたわけではなく、発送待ちのものも多く残っていた。しかし主要設備は粗方転用されており、坑道の痛みも激しかったことからすぐの操業再開は難しく、10月に九州から戻ってきた従業員も雄別炭鉱などの系列炭鉱へ異動していった。翌1946年（昭和21年）1月には労働組合が結成され、尺別炭鉱の復興を強く訴えた。その甲斐あって同年5月より操業再開へ向け作業が始められた。尺別炭鉱は雄別炭鉱の支坑から独立し尺別鉱業所となり、9月には記念式典が行われている。1951年（昭和26年）には1200人の従業員を有し、年産13万8000トンを産出した。1953年（昭和28年）3月には新たに双久坑が掘削され、旧来の奈多内坑は1953年（昭和28年）10月をもって保坑となっている。
朝鮮戦争後の不景気以降、石炭の斜陽産業化が進み始めるとカロリーが低く炭価の安かった尺別炭鉱は赤字となり、雄別炭鉱の収益に依存するようになった。山向こうの浦幌坑は1954年（昭和29年）10月に閉山、尺別炭砿でも1962年（昭和37年）に従業員が600人台まで半減した一方で合理化によって生産量は増加し、翌1963年（昭和37年）に30万トンを産出している。

### 企業ぐるみ閉山
1963年（昭和38年）から1967年（昭和42年）にかけて雄別炭礦は系列炭鉱唯一の原料炭炭鉱である茂尻炭鉱に新立坑を設置する大規模な設備投資を行った。しかし、予想に反して出炭量が増えなかったうえ同時期に系列の雄別炭鉱、尺別炭鉱、上茶路炭鉱などの出炭量も様々な悪条件が重なったことで減少、急激に収支が悪化した。雄別、尺別、茂尻の3山の労働組合は会社が閉山を持ち出す前の1969年（昭和44年）1月から閉山阻止闘争を開始する。会社側は茂尻炭鉱の分離などで経営合理化を図るが、同年4月2日にその茂尻炭鉱で19人が死亡する爆発事故が発生する。翌5月に茂尻炭鉱を分離したものの茂尻炭鉱への多額の投資は回収できないままであり、雄別炭鉱の累積赤字は46億円にまで達して経営は極めて深刻な状態となった。雄別炭鉱は1970年（昭和45年）1月21日に通産省に再建計画を提出したが一般炭の炭鉱のみを抱える雄別炭礦の救済が行われることはなく、同年2月27日に雄別炭礦は会社解散、尺別炭鉱はその約半世紀の歴史に幕を閉じた。翌日から尺別鉄道は尺別を去る人々や荷物を送り出す最後の勤めを果たしたのち、4月15日の運行をもって廃止となった。

### 閉山後
閉山直前に7500人だった音別町の人口は約3700人と半減し、炭鉱住宅街の殆どは牧草地へと、尺別炭砿小学校は牛舎へと再利用された。翌1971年（昭和46年）には既に人家もまばらとなっており、年の瀬にはひとり尺別に残った元炭鉱夫の71歳の男性が、酔って路上に眠り込み凍死したのち、10日余りもの間発見されなかった事件が12月28日の釧路新聞のコラムで取り上げられている。

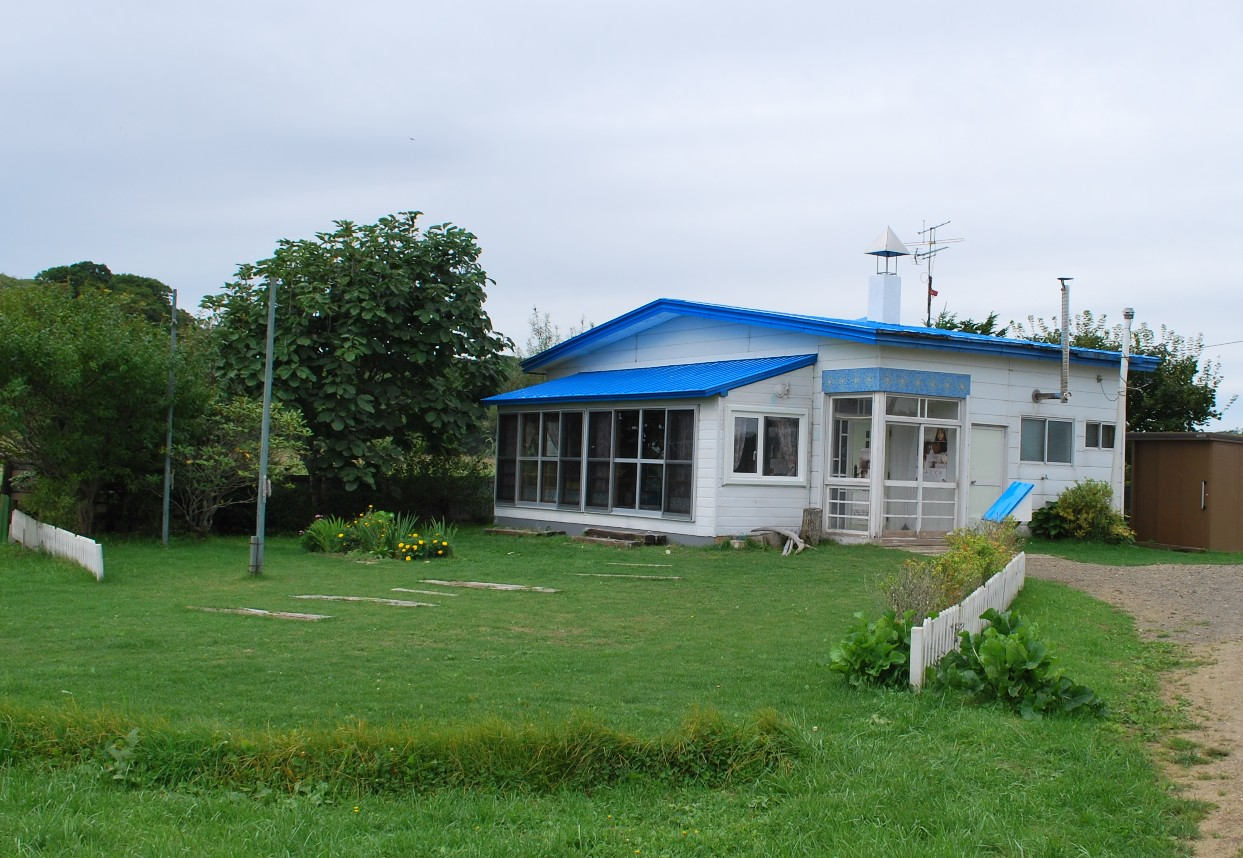
紗枝の家

2010年（平成22年）8月21日に公開された映画『ハナミズキ』のロケ地として尺別駅が主人公の実家の最寄り駅である「関別駅（）」として登場、実家の建物として使われた建物「紗枝の家」が現在も残されている。なお、この建物はロケのために作られたものではなく、元からあった建物を再利用したものである。
尺別駅は2019年（平成31年）3月15日に廃止され、信号場となった。

## 年表
- 1899年（明治32年） - 尺別原野に入植がはじまる[3]。
- 1903年（明治36年） - 尺別小学校が開校する[8]。
- 1895年（明治28年） - 尺別に鉱区が設定される[6]。
- 1918年（大正7年）10月 - 椎葉糺義[注釈 2]によって採掘が始まる[2][6][9][10]。
- 1919年（大正8年）4月 - 北日本鉱業の炭鉱となる[2][6][9][10]。
- 1920年（大正9年）1月22日 - 尺別駅から尺別炭山の軌道が開通する[2]。
- 1928年（昭和3年）12月17日 - 尺別炭鉱が三菱鉱業傘下となる[2]。
- 1942年（昭和17年）11月3日 - 軌道が軌間1067ミリメートルの専用鉄道となる[2]。
- 1944年（昭和19年）9月 - 戦局悪化により人員、設備を九州の原料炭炭鉱に集約するため休山となる[2][11]。
- 1946年（昭和21年） - 操業を再開[6]。
- 1970年（昭和45年）2月27日 - 尺別炭鉱が閉山[13]。
  - 4月16日 - 尺別鉄道が廃止[2]。
- 2019年（平成31年）3月15日 - 根室本線尺別駅が廃止。信号場となる[19]。

## 世帯数と人口
2025年（令和7年）4月30日時点での世帯数と人口は以下の通りである。
|                    | 世帯数 | 人口 |
| ------------------ | ------ | ---- |
| 音別町尺別         | 0世帯  | 0人  |
| 音別町尺別原野     | 0世帯  | 0人  |
| 音別町尺別原野基線 | 8世帯  | 23人 |
| 音別町尺別原野西   | 0世帯  | 0人  |
| 音別町尺別原野東   | 6世帯  | 10人 |

## 施設

### 学校

#### 小学校
- 音別町立尺別小学校 - 1903年（明治36年）開校[8]。1964年（昭和39年）尺別炭砿小学校に併合され閉校[6]。1938年（昭和13年）に軌道の機関車の火の粉が柾葺屋根に燃え移り、校舎が全焼した[2][8]。校舎は炭鉱が建て直している[8]。
- 音別町立尺別炭砿小学校 - 1919年（大正8年）に尺別尋常小学校附属尺別炭砿特別教授場として開校。1931年（昭和6年）に公立の尺別炭砿尋常小学校となる[6]。1958年（昭和33年）には児童数が1000人を超えるマンモス校となった[6]が、1970年（昭和45年）7月、閉山とともに閉校[6]。

#### 中学校
- 音別町立尺別炭砿中学校 - 1947年（昭和22年）開校、1970年（昭和45年）7月に閉校[6]。

### 公共施設
- 音別町役場支所 - 新尺別駅近辺に存在した[6]。
- 尺別炭砿郵便局[6]
- 尺別炭砿病院[6]

## 交通

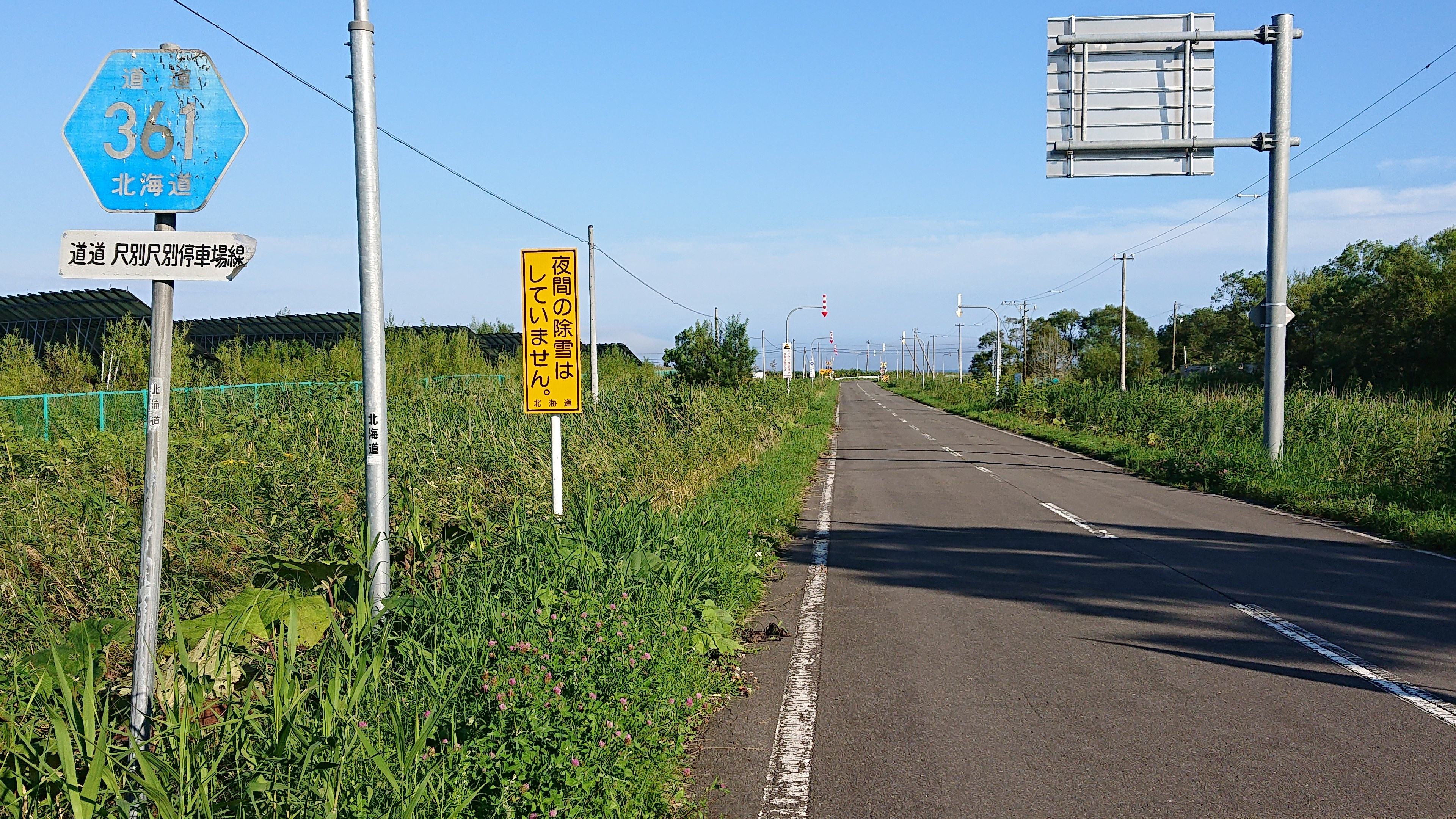
北海道道361号尺別尺別停車場線

### 鉄道
- 根室本線
  - 尺別信号場

### 道路
- 国道38号
- 北海道道361号尺別尺別停車場線

### 過去の交通
- 尺別鉄道線
  - 尺別駅 - 社尺別駅 - 八幡前駅 - 新尺別駅 - 旭町駅 - 尺別炭山駅
- 浦尺隧道 - 尺別炭鉱と浦幌炭鉱を軌道で結んでいた[2]。